# Portami con te (Boomdabash)
Portami con te è un singolo del gruppo musicale italiano Boomdabash, pubblicato il 10 giugno 2016.

## Video musicale
Il videoclip, diretto da Mauro Russo, è stato pubblicato in concomitanza del lancio del singolo attraverso il canale YouTube ufficiale dei Boomdabash.

## Tracce
1. Portami con te – 3:17